# Campionati oceaniani maschili di pallacanestro
I Campionati Oceaniani Maschili di Pallacanestro FIBA sono stati una competizione sportiva continentale a cadenza biennale organizzata dalla FIBA Oceania, la federazione oceanica della pallacanestro.
Si trattava di un torneo tra nazionali, che assegnava il titolo di Campione d'Oceania alla nazionale vincitrice, ed era di solito valevole per la qualificazione ai giochi olimpici e ai mondiali maschili di pallacanestro.
Spesso si è giocato tra due sole squadre, Australia e Nuova Zelanda, vista la conformazione del continente, formato da moltissime isolette che non hanno squadre nazionali di livello.
L'ultima edizione si è giocata nel 2015, dal 2017 le nazionali oceaniane partecipano ai campionati asiatici.

## Albo d'oro
| 1971 dettagli | Australia     | 91–56  | 107–58                     | 117–72                       | Nuova Zelanda | -                  |
| 1975 dettagli | Australia     | 83–57  | 87–67                      | 101–63                       | Nuova Zelanda | -                  |
| 1978 dettagli | Australia     | 93–71  | 65–67                      | 76–69                        | Nuova Zelanda | -                  |
| 1979 dettagli | Australia     | 65–41  | 62–53                      | 115–73                       | Nuova Zelanda | -                  |
| 1981 dettagli | Australia     | 78–55  | 80–71                      | n/a                          | Nuova Zelanda | -                  |
| 1983 dettagli | Australia     | 89–52  | 87–76                      | n/a                          | Nuova Zelanda | -                  |
| 1985 dettagli | Australia     | 92–66  | 96–75                      | 98–62                        | Nuova Zelanda | -                  |
| 1987 dettagli | Australia     | 115-59 | Disputata una sola partita | Disputata una sola partita   | Nuova Zelanda | Polinesia Francese |
| 1989 dettagli | Australia     | 91–54  | 106–55                     | n/a                          | Nuova Zelanda | -                  |
| 1991 dettagli | Australia     | 96–79  | 74–57                      | n/a                          | Nuova Zelanda | -                  |
| 1993 dettagli | Australia     | 86–78  | Disputata una sola partita | Disputata una sola partita   | Nuova Zelanda | Samoa              |
| 1995 dettagli | Australia     | 102–62 | Disputata una sola partita | Disputata una sola partita   | Nuova Zelanda | Samoa Americane    |
| 1997 dettagli | Australia     | 85–67  | Disputata una sola partita | Disputata una sola partita   | Nuova Zelanda | Nuova Caledonia    |
| 1999 dettagli | Nuova Zelanda | 125–43 | Disputata una sola partita | Disputata una sola partita   | Guam          | -                  |
| 2001 dettagli | Nuova Zelanda | 85–78  | 79–81 (d.t.s.)             | 89–78                        | Australia     | -                  |
| 2003 dettagli | Australia     | 79–66  | 90–76                      | 84–75                        | Nuova Zelanda | -                  |
| 2005 dettagli | Australia     | 82–69  | 82–71                      | 91–80                        | Nuova Zelanda | -                  |
| 2007 dettagli | Australia     | 79–67  | 93–67                      | 58–67                        | Nuova Zelanda | -                  |
| 2009 dettagli | Nuova Zelanda | 77–84  | 100-78                     | Sfida a/r con diff. canestri | Australia     | -                  |
| 2011 dettagli | Australia     | 91-78  | 81-64                      | 92-68                        | Nuova Zelanda | -                  |
| 2013 dettagli | Australia     | 70–59  | 76–63                      | Sfida a/r con diff. canestri | Nuova Zelanda | -                  |
| 2015 dettagli | Australia     | 71–59  | 89–79                      | Sfida a/r con diff. canestri | Nuova Zelanda | -                  |

## Medagliere per nazioni
Dati aggiornati all'edizione 2015
| Posiz. | Nazione            | Oro | Argento | Bronzo | Totale |
| ------ | ------------------ | --- | ------- | ------ | ------ |
| 1°     | Australia          | 19  | 2       | 0      | 21     |
| 2°     | Nuova Zelanda      | 3   | 19      | 0      | 22     |
| 3°     | Guam               | 0   | 1       | 0      | 1      |
| 4°     | Samoa Americane    | 0   | 0       | 1      | 1      |
| 4°     | Nuova Caledonia    | 0   | 0       | 1      | 1      |
| 4°     | Samoa              | 0   | 0       | 1      | 1      |
| 4°     | Polinesia francese | 0   | 0       | 1      | 1      |